# Endres Dürer
Endres Dürer (* 25. April 1484 in Nürnberg; † 21. April 1555 ebenda) war ein deutscher Gold- und Silberschmied.
Namensvarianten: Andreas Dürer, Andreas Thuerer, Andreas Turer und Enndres Turer
Endres Dürer war ein Sohn des Goldschmieds Albrecht Dürer d. Ä. und seiner Frau Barbara sowie der Bruder der Maler Albrecht Dürer d. J. und Hans Dürer. 1497 begann er eine Lehre als Goldschmied. Obwohl nicht belegt, ist es wahrscheinlich, dass er von seinem Vater angelernt wurde. Ob dieser über die gesamte Lehrzeit hinweg sein Meister war oder Endres seine Lehre bei einem anderen Nürnberger Goldschmied beendete, ist unbekannt. Ebenso unbekannt ist, wohin er seine Gesellenwanderung unternahm. Gegen 1502 scheint er jedoch wieder in Nürnberg gewesen zu sein, wo er vermutlich die Werkstatt seines kurz zuvor verstorbenen Vaters übernahm. Möglicherweise unternahm er gegen 1511 eine Reise nach Italien, wo für 1511 einer der Brüder des Malers Albrecht Dürer belegt ist. Unklar ist allerdings, ob es sich dabei tatsächlich um Endres oder seinen jüngeren Bruder Hans gehandelt hat. Im Jahr 1514 erhielt er seine Meisterwürde und wurde im Verzeichnis der Goldschmiede der Stadt erstmals als Silberarbeiter verzeichnet. 1530 erhielt er einen Teil der Hinterlassenschaft seines 1528 verstorbenen Bruders Albrecht zugesprochen. Für 1532 ist ein Aufenthalt in Krakau dokumentiert, wo er möglicherweise bei seinem Bruder Hans wohnte. Zwei Jahre später wurde er nach Nürnberg zurückgerufen und befand sich 1538 erneut in Krakau, wo er den Nachlass seines 1534 verstorbenen Bruders Hans regelte und noch ausstehende Zahlungsrückstände an diesen einholte. 1540 fiel ihm, nach dem Tod seiner Schwägerin Agnes, ein Großteil von deren Hinterlassenschaft zu, darunter zum zweiten Mal seit 1530 auch zahlreiche Stücke aus dem persönlichen Besitz seines Bruders Albrecht, die aus dem bisher eher bescheiden lebenden Endres einen wohlhabenden Mann machten. Unter den so in seinen Besitz gelangen Stücken befand sich auch der Doppelscheuer, den Endres einst als Meisterstück angefertigt hatte. Dieser ist, wie auch alle anderen Werke Endres Dürers, verschollen. Versuche, ihm einen im Kunstgewerbemuseum von Budapest aufbewahrten Buckelpokal (Inv.-Nr.: E 61, 8) zuzuweisen, sind reine Spekulation und können weder dokumentarisch noch anhand von gesicherten Vergleichsstücken belegt werden.
Endres Dürer war mit der verwitweten Ursula Hirnhofer verheiratet, die zwei Töchter, Anna und Constantia, mit in die Ehe brachte.
Endres Dürer ist von seinem Bruder Albrecht mindestens zweimal gezeichnet worden. Dabei handelt es sich um je eine Silberstift- und eine Federzeichnung, die beide aus dem Jahr 1514 stammen und in der Wiener Albertina (Inv.-Nr.: 3137 und 3138) aufbewahrt werden. Darüber hinaus ist in der Vergangenheit verschiedentlich versucht worden, auch zwei gemalte Porträts als Bildnisse Endres Dürers zu identifizieren. Dabei handelt es sich um die in der Autorenschaft an Albrecht Dürer umstrittenen Porträts in Budapest (Szépművészeti Múzeum, Inv.-Nr.: 142) und München (Alte Pinakothek, Inv.-Nr.: 694).